# 白馬鎮 (眉山市)
白馬鎮（はくばちん）とは、中華人民共和国四川省眉山市東坡区にある鎮である。

## 地理
面積39㎢、人口約2万人、人口密度:513人/㎢

## 行政区画
- 祥和街社区、雲盤村、橋楼村、鉄炉村、対坡村、興隆村、龔村、万坡村、許村、楊塘村、浄居村、葉廟村、交通村、洛陽村、李竹村、馬湾村、王塘村、営盤村

## 農業
主に、イネ、コムギ、菜種油や柑橘類の生産が行われる。